# Eleonora van Bretagne (1275-1342)
Eleonora van Bretagne (1275 - Abdij van Fontevraud, 16 mei 1342) was de zestiende abdis van de Abdij van Fontevraud. 

## Biografie
Ze werd geboren als het jongste kind van de latere hertog Jan II van Bretagne en Beatrix van Engeland. Op zesjarige leeftijd trad ze in bij de abdij van Amesbury. Negen jaar later maakte ze de overstap naar de abdij van Fontevraud waar ze uiteindelijk haar geloften zou afleggen. Bij haar wijding verkreeg ze een rijk geïllumineerde graduale. Eleonora van Bretagne werd in 1304 verkozen tot abdis van de abdij en zou aldaar in 1342 overlijden.